# Symphonie no 2 d'Arnold
 (juillet 2023).
Si vous disposez d'ouvrages ou d'articles de référence ou si vous connaissez des sites web de qualité traitant du thème abordé ici, merci de compléter l'article en donnant les références utiles à sa vérifiabilité et en les liant à la section « Notes et références ».
Pour les articles homonymes, voir Symphonie no 2.
La Symphonie no 2, op. 40 de Malcolm Arnold est une symphonie composée en 1953. Malcolm Arnold a composé la symphonie sur commande de la Bournemouth Winter Garden's Society. L'œuvre est dédiée à l'Orchestre symphonique de Bournemouth et à son chef Charles Groves, qui l'ont créée le 25 mai 1953.

## Structure
L'œuvre comprend quatre mouvements :
1. Allegretto
2. Vivace
3. Lento
4. Allegro con brio

## Orchestration
deux flûtes, un piccolo, deux hautbois, deux clarinettes, deux bassons, un contrebasson, quatre cors, trois trompettes, trois trombones, un tuba, timbales, deux percussionnistes, harpe et cordes.

## Exécutions historiques
- Création : 25 mai 1953 par l'Orchestre symphonique de Bournemouth dirigé par Charles Groves
- Première à Londres : 3 juin 1953 par l'Orchestre philharmonique de Londres dirigé par le compositeur
- Première radiodiffusion : 9 février 1954 par le BBC Scottish Symphony Orchestra dirigé par Alexander Gibson sur BBC Third Programme
- BBC Proms première : 8 août 1956 par l'Orchestre symphonique de la BBC dirigé par le compositeur

## Enregistrements
- 1955 Malcolm Arnold et l'Orchestre philharmonique royal chez Philips Records NBL5021 (réédition EMI 382 1462)()
- 1976 Charles Groves et l'Orchestre symphonique de Bournemouth chez EMI Classics HMV ASD 3353 (LP) CDM 566324-2 (CD)
- 1994 Vernon Handley et l'Orchestre philharmonique royal chez Conifer 75605-51240-2 (réédition Decca 4765337) ()
- 1995 Richard Hickox et l'Orchestre symphonique de Londres chez Chandos Records CHAN 9335 ()
- 1996 Andrew Penny et l'Orchestre symphonique de la radio-télévision irlandaise chez Naxos 8.553406 ()
- 2001 Douglas Bostock et l'Orchestre philharmonique royal de Liverpool chez RLPO Live 402P ()